# James Durbin

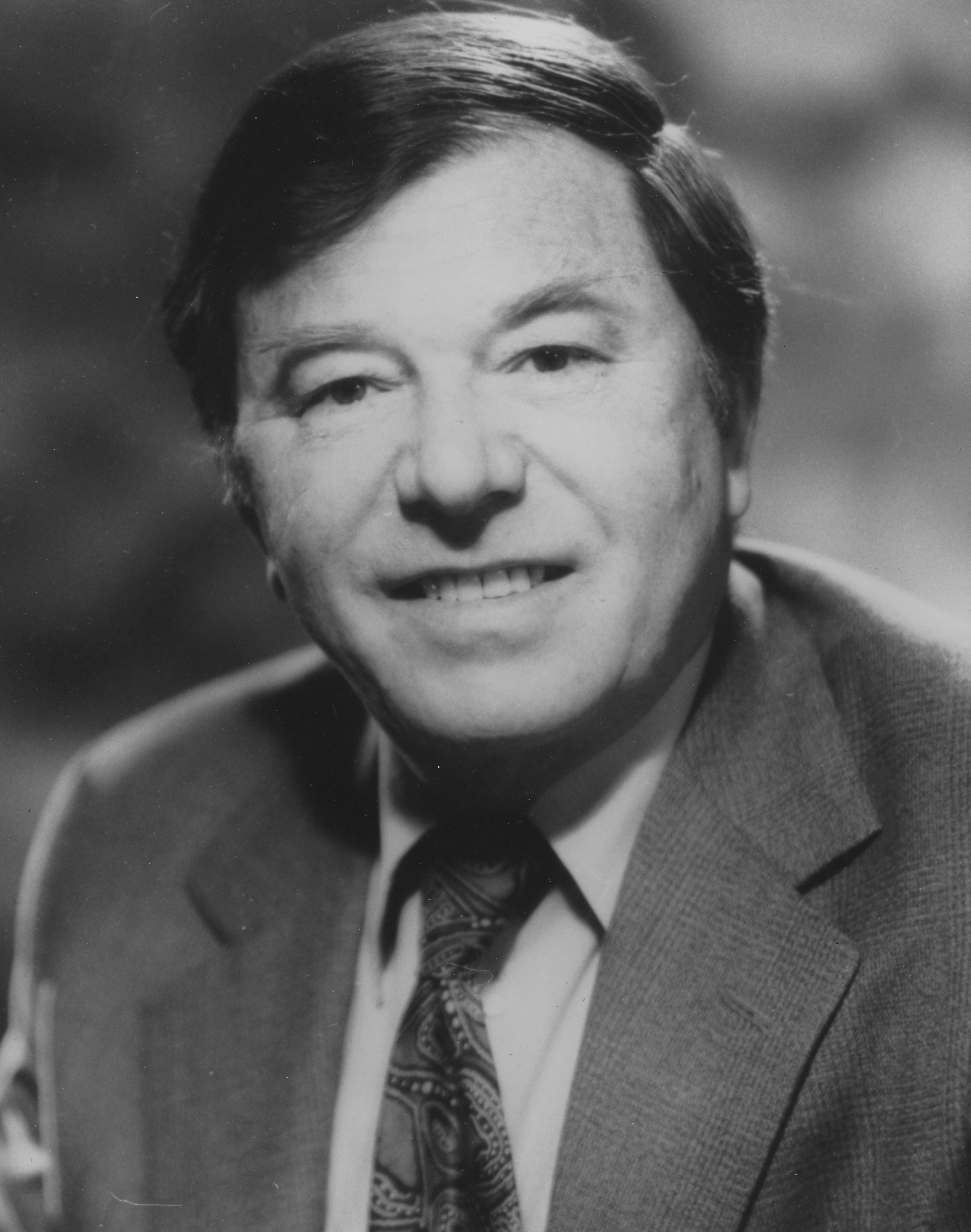

James Durbin (* 30. Juni 1923 in Widnes; † 23. Juni 2012 in London) war ein britischer Mathematischer Statistiker und Ökonometriker.

## Leben
Durbin erhielt 1942 ein Stipendium des St John’s College der University of Cambridge, er musste jedoch im Zweiten Weltkrieg zunächst bis 1945 seinen Kriegsdienst in der Army Operational Research Group leisten und erhielt den Master-Grad nach Kriegsende. Von 1946 bis 1947 arbeitete er bei einer Forschungsbehörde. 1948 kehrte er nach Cambridge zurück, spezialisierte sich dort auf dem Gebiet der mathematischen Statistik und begann seine Tätigkeit im neu gegründeten Department of Applied Economics. Dort beschäftigte er sich mit Zeitreihenanalysen; zusammen mit seinem australischen Kollegen Geoffrey Watson entwickelte er die Durbin-Watson-Test-Statistik, die eine wichtige Rolle in der Ökonometrie spielt. Aufgrund einer Anfrage von Maurice George Kendall wechselte er 1950 als Assistant Lecturer an die London School of Economics and Political Science (LSE), wo er bis zu seiner Pensionierung im Jahr 1988 tätig war, ab 1961 als ordentlicher Professor. An der LSE etablierte er maßgeblich die Statistik als eigenständige Forschungsrichtung.
2001 wurde Durbin zum Mitglied (Fellow) der British Academy gewählt. 2008 wurde er mit der Goldenen Guy-Medaille der Royal Statistical Society ausgezeichnet. Von 1983 bis 1985 war er Präsident des International Statistical Institute und von 1986 bis 1987 der Royal Statistical Society.

## Schriften (Auswahl)
- J. Durbin, G. S. Watson: Testing for Serial Correlation in Least Squares Regression. I. In: Biometrika. Band 37, Nr. 3/4, 1950, S. 409–428, doi:10.2307/2332391.
- J. Durbin: The Fitting of Time-Series Models. In: Review of the International Statistical Institute. Band 28, Nr. 3, 1960, S. 233–244, doi:10.2307/1401322.
- R. L. Brown, J. Durbin, J. M. Evans: Techniques for Testing the Constancy of Regressions Relationships Over Time. In: Journal of the Royal Statistical Society: Series B. Band 37, Nr. 2, 1975, S. 149–163, doi:10.1111/j.2517-6161.1975.tb01532.x.
- J. Durbin, S. J. Koopman: Time Series Analysis by State Space Methods. 2. Auflage. Oxford University Press, Oxford 2012, ISBN 978-0-19-964117-8, S. 346.